# Mladen Stubljar
Mladen Stubljar (Zagreb, 1950.), hrvatski novinar, voditelj, urednik i reporter.

## Životopis
Diplomirao je na Fakultetu političkih znanosti u Zagrebu. Od 1974. godine radi na Televiziji Zagreb. Radio je kao spiker, urednik i voditelj Zagrebačke panorame, Vijesti te Dnevnika od 1988. do 1992. godine. Tijekom Domovinskog rata kao reporter HTV-a izvještavao je iz Karlovca, Dubrovnika, Zadra, Slavonije (Pakrac i Lipik), Like i drugih gradova. Jedini je novinar koji je 1993. ušao u Škabrnju. Za vrijeme operacije Oluja izvještavao je iz Knina. Autor je nekoliko dokumentaraca o razminiravanju Hrvatske.
Krajem 1990-ih bio je izvjestitelj iz Makedonije i Kosova. Od 1998. do odlaska u mirovinu 2015. uređuje i vodi najdugovječniju hrvatsku emisiju Plodovi zemlje. I nakon odlaska u mirovinu honorarno radi za Plodove zemlje. Ponajviše se bavio ribarskim, maslinarskim i vinarskim temama.
Godine 2001. dobio je godišnju nagradu HRT-a, a 2009. HRT-ovu nagradu za životno djelo Ivan Šibl. Iste godine dobiva nagradu HND-a za novinara godine.